# Place d'Amérique
La place d'Amérique (espagnol : plaza de América) est une place de Séville (Andalousie, Espagne).

## Histoire
La place et ses bâtiments ont été conçus entre 1913 et 1916 pour l'Exposition ibéro-américaine de 1929 par l'architecte local Aníbal González, responsable de l'événement.

## Situation
Elle se trouve à l'extrémité sud du Parc de María Luisa et est longée à l'est par l'avenida de Borbolla, au sud par l'avenida de Eritaña et à l'ouest par le paseo de las Delicias.

## La place
Elle est limitée par trois imposant bâtiments, tous trois édifiés à l'occasion de l'Exposition ibéro-américaine de 1929 dans des styles différents, retraçant les trois styles architecturaux qui ont marqué Séville à travers l'histoire :

Au nord de la place se trouve le musée des coutumes et arts populaires, pavillon mudéjar de l'exposition. Au sud de la place s'étend le long musée d'archéologie, pavillon des beaux-arts de l'exposition, de style néo-Renaissance. La place est limitée à l'est par le pavillon royal de l'expo, de style néogothique, qui abrite actuellement des bureaux municipaux.

Entre les bâtiments, la place elle-même est formée de jardins, de fontaines, de promenades, de statues et de petits monuments (notamment celui à la gloire de Miguel de Cervantes).

L'ouest de la place prend le nom de "parque de las Palomas" qui, comme son nom l'indique est habité, comme le reste de la place d'Amérique, par de très nombreuses colombes, nourries par les promeneurs.

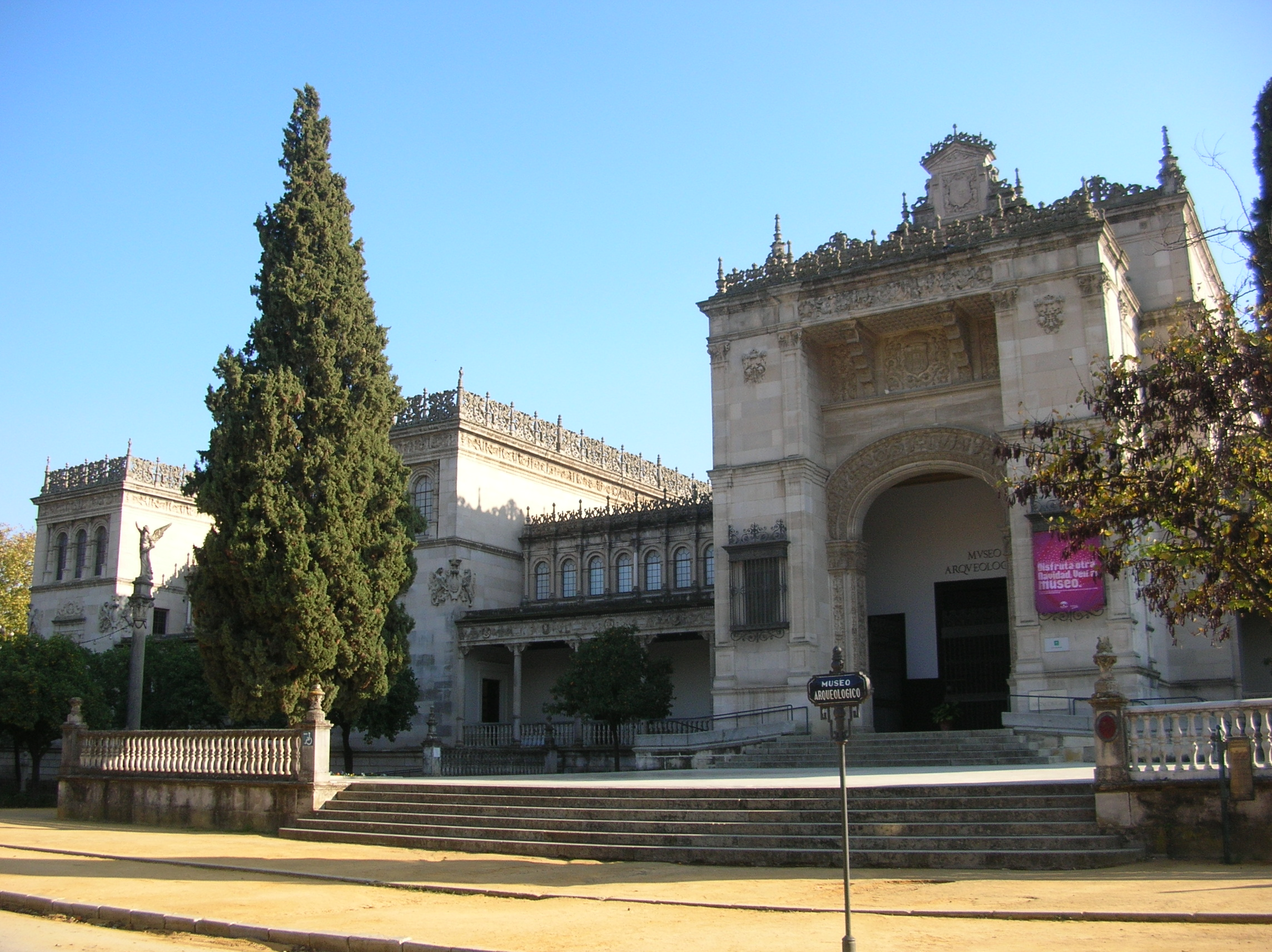
Le musée archéologique, de style néo-Renaissance
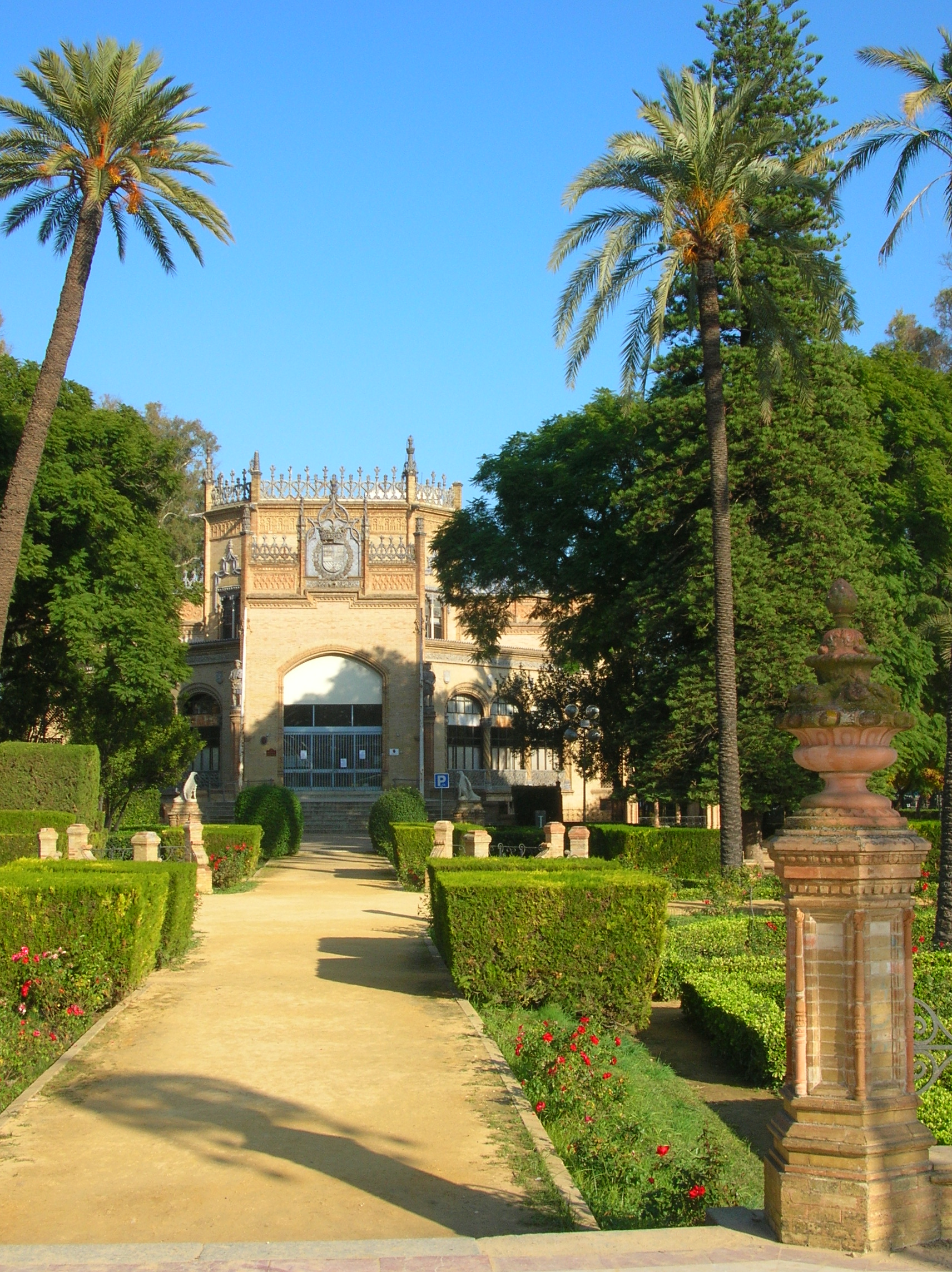
Le Pavillon Royal et les jardins

## Sources
- (es) www.turismo.sevilla.org, « Plaza de América » (consulté le 6 décembre 2007)